# 2e arrondissement de Porto-Novo
Pour un article plus général, voir Arrondissements de Porto-Novo.
Pour les articles homonymes, voir 2e arrondissement.
Le 2e arrondissement de Porto-Novo est l'un des cinq arrondissements de la commune de Porto-Novo dans le département de l'Ouémé au Bénin.

## Géographie

### Localisation
Le 2e arrondissement de Porto Novo est situé au Sud de la commune capitale de la république du Bénin.
|                                 | 4e arrondissement de Porto-Novo |                                  |
| 3e arrondissement de Porto-Novo | 2e arrondissement de Porto-Novo | 1er arrondissement de Porto-Novo |
|                                 | Commune de Sèmè-Kpodji          |                                  |

### Administration

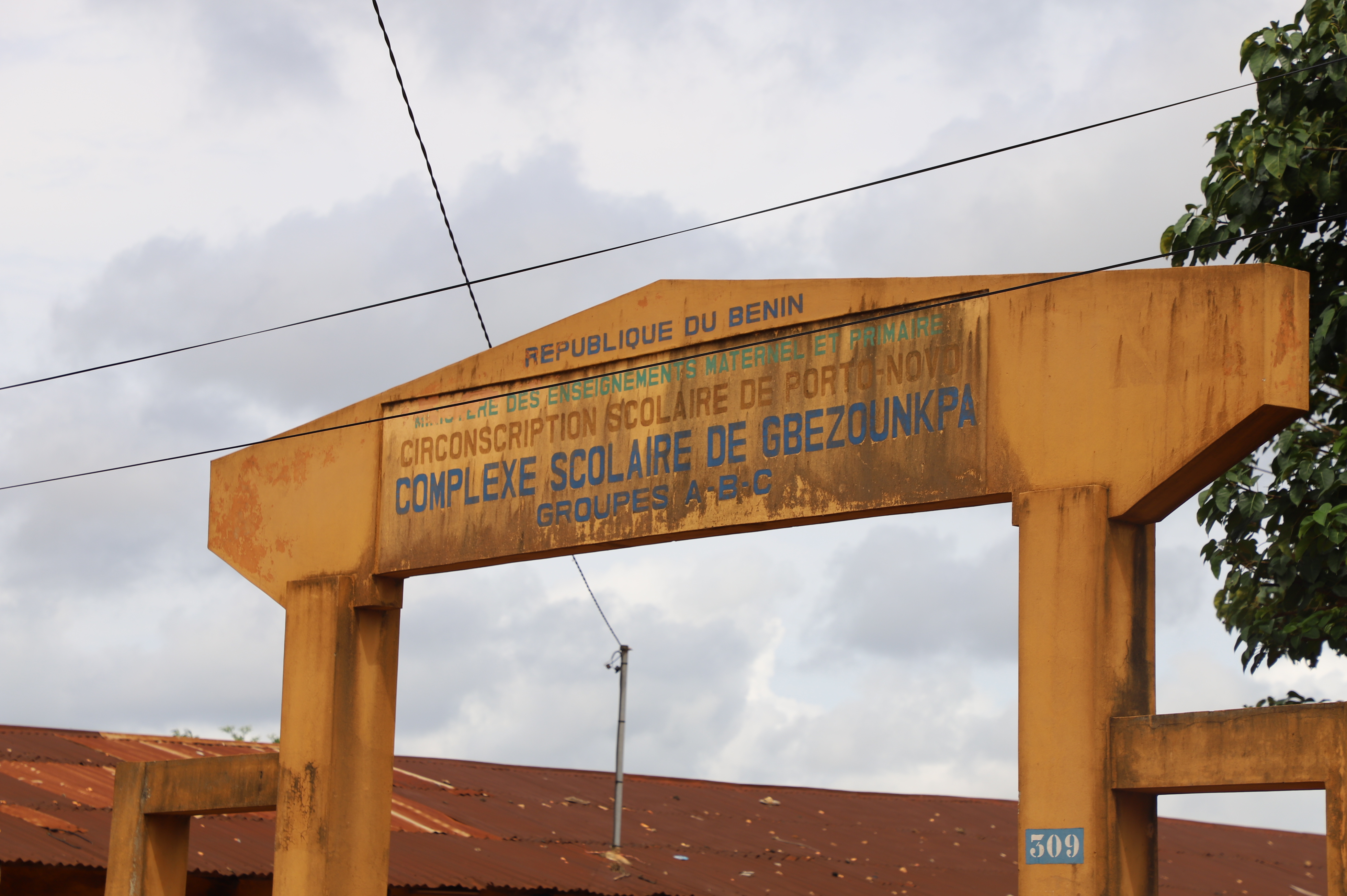
Ecole Primaire et Publique de GBEZOUNKPA

Sur les 100 villages et quartiers de ville que compte la commune de Porto-Novo, le 2è arrondissement en groupe 16 quartiers que sont, : 
1. Agbokou Aga
2. Agbokou Bassodji Mairie
3. Agbokou Centre social
4. Agbokou Odo
5. Attakè Olory-Togbé
6. Attakè Yidi
7. Djègan Daho
8. Donoukin Lissèssa
9. Gbèzounkpa
10. Guévié Djèganto
11. Hinkoudé
12. Kandévié Radio Hokon
13. Koutongbé
14. Sèdjèko
15. Tchinvié
16. Zounkpa Houèto

## Histoire
Le 2è arrondissement de Porto-Novo est une subdivision administrative béninoise. Dans le cadre de la décentralisation au Bénin, Il devient officiellement un arrondissement de la commune de Porto-Novo le 27 mai 2013 après la délibération et adoption par l'Assemblée nationale du Bénin en sa séance du 15 février 2013 de la loi No 2013-O5 du 15/02/2013 portant création, organisation, attributions et fonctionnement des unités administratives locales en République du Bénin,.

## Démographie
Selon le recensement général de la population et de l'habitation de 2013 conduit par l'Institut national de la statistique et de l'analyse économique (INSAE), le 2è arrondissement compte 11742 ménages avec 52 571 habitants,.
| Indicateur           | 2013  |
| -------------------- | ----- |
| Nombre de ménages    | 11742 |
| Population masculine | 25017 |
| Population féminine  | 27554 |
| Population totale    | 52571 |

La population est composée de plusieurs ethnies et groupes socioculturels. Il s'agit notamment des Goun et des Yoruba avec plus de 80 % de la population, et forment les groupes dominants. On y rencontre également les ethnies comme les Ajas, Dendis, Toffins, Minas, okpas, Sèto et Tori,.

## Économie
La population mène des activités agricoles, la pêche et le commerce.

### Galerie de photos

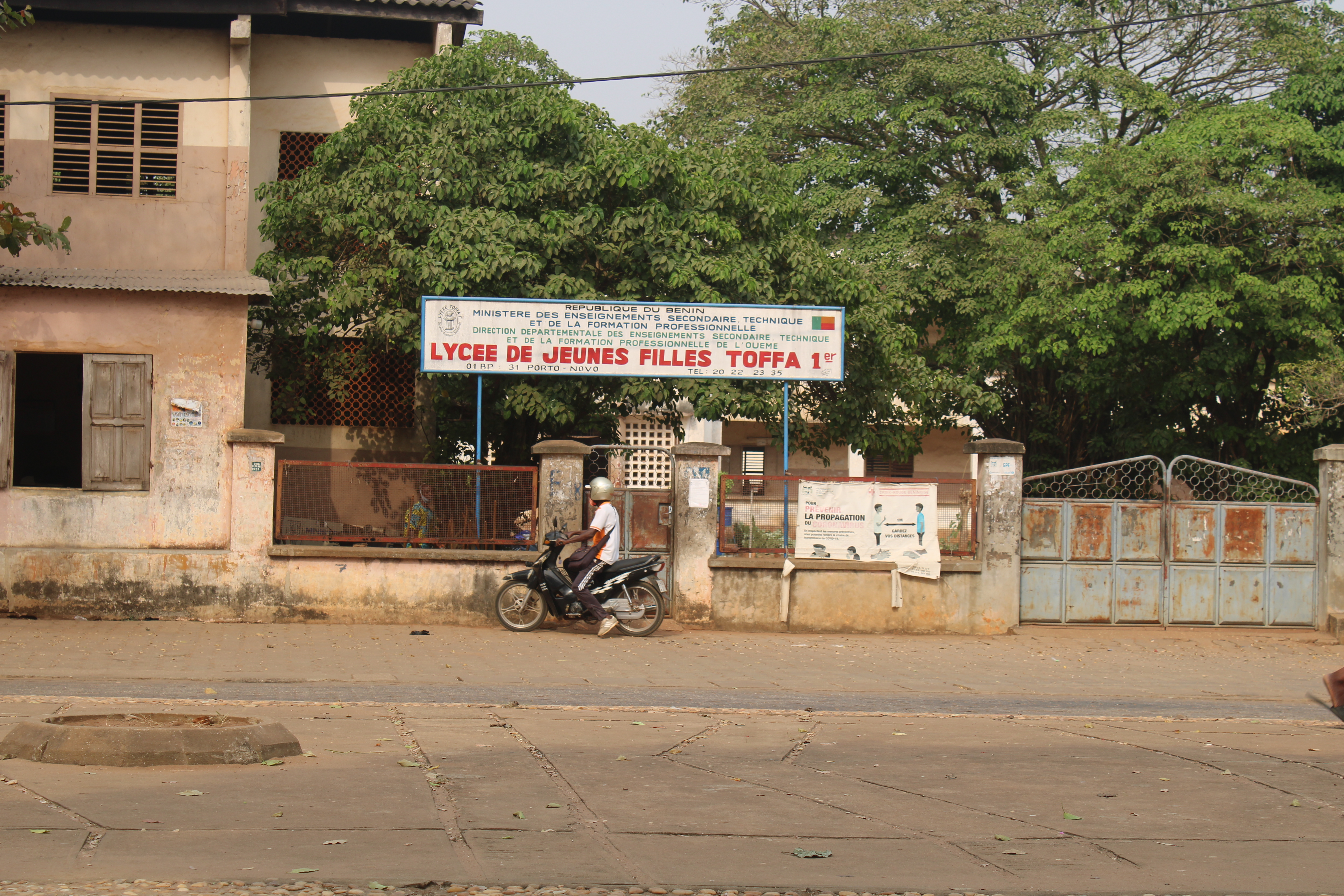
Lycée Toffa

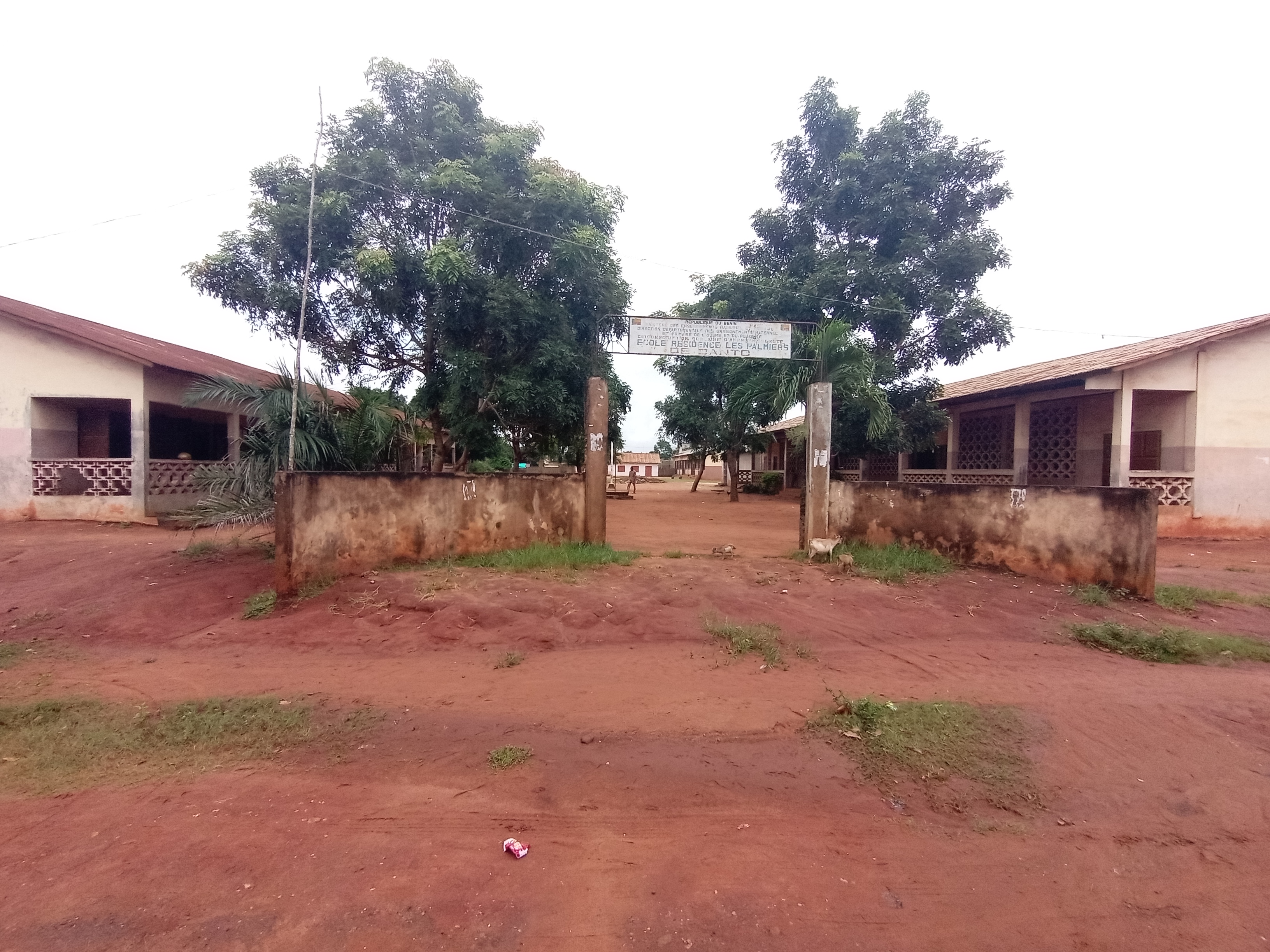
Ecole résidence les palmiers de Danto à Porto-Novo